# Colombier-Fontaine
Colombier-Fontaine là một xã của tỉnh Doubs, thuộc vùng Bourgogne-Franche-Comté, miền đông nước Pháp.